# Пузаково (Кувшиновский район)
Пузаково — железнодорожная станция в Кувшиновском районе Тверской области. Входит в состав Тысяцкого сельского поселения.

## География
Находится в центральной части Тверской области на расстоянии приблизительно 7 км (по прямой) на восток-юго-восток от города Кувшинова, административного центра района.

## История
Станция была открыта в 1910 году. Ныне станция и ее окрестности представляют собой живописное, но унылое зрелище постепенного разрушения.

## Население
Численность населения составляла 1 человек (русские 100 %) в 2002 году, 1 в 2010.